# Малый Менеуз
Малый Менеуз (баш. Кесе Мәнәүез) — село в Бижбулякском районе Башкортостана, относится к Михайловскому сельсовету.

## Население
| 2002 | 2009 | 2010 |
| ---- | ---- | ---- |
| 194  | ↗195 | ↘180 |

Согласно переписи 2002 года, преобладающая национальность — чуваши (90 %).

## Географическое положение
Расстояние до:
- районного центра (Бижбуляк): 44 км,
- центра сельсовета (Михайловка): 15 км,
- ближайшей ж/д станции (Аксаково): 6 км.

## Инфраструктура
В селе работает музей Филиппа Вуколова-Эрлика, чувашского писателя, фольклориста, композитора и театрального деятеля.